# Radicaal 69
Radicaal 69 is een van de 34 van de 214 Kangxi-radicalen dat bestaat uit vier strepen.
In het Kangxi-woordenboek zijn er 55 karakters die dit radicaal gebruiken.

## Karakters met het radicaal 69
| Strepen | Karakter    |
| ------- | ----------- |
| + 0     | 斤          |
| + 1     | 斥          |
| + 4     | 斦 斧 斨 斩 |
| + 5     | 斪 斫       |
| + 7     | 斬 断       |
| + 8     | 斮 斯       |
| + 9     | 新 斱       |
| + 10    | 斲          |
| + 11    | 斳          |
| + 12    | 斴          |
| + 13    | 斵 斶       |
| + 14    | 斷          |
| + 21    | 斸          |

Orakelbotkarakter
Bronskarakter
Groot zegelkarakter
Klein zegelkarakter